# Lee J. Cobb
Lee J. Cobb, eigentlich Leo Jacoby (* 8. Dezember 1911 in New York City; † 11. Februar 1976 in Woodland Hills, Kalifornien), war ein US-amerikanischer Schauspieler. Cobb zählte zu den führenden Charakterdarstellern und spielte oft mürrische oder dominante Männer. Seine bekanntesten Rollen sind der korrupte Gewerkschaftsboss Johnny Friendly in Die Faust im Nacken und der aufbrausende „Geschworene Nr. 3“ in Die zwölf Geschworenen.

## Leben
Geboren als Sohn eines jüdischen Komponisten, zeigte Cobb bereits in jungen Jahren ein Talent als Violinist, doch vereitelte eine schwere Handverletzung eine Karriere als Musiker. Im Alter von 17 Jahren verließ er sein Elternhaus und ging nach Hollywood, wo er jedoch zunächst erfolglos blieb. Nach der Rückkehr in seine Heimatstadt studierte Cobb am New York College; nebenbei arbeitete er als Sprecher in Rundfunk-Hörspielen.
1931 erfolgte eine Anstellung am Pasadena Playhouse und 1935 ein Engagement am Group Theatre in New York. Das Group Theatre machte sich einen Namen durch sozial engagierte Theaterproduktionen. Unter Elia Kazans Regie spielte Cobb 1936 in Kurt Weills erster ausschließlich amerikanischer Produktion Johnny Johnson. Erfolgreich war er unter anderem auch 1949 als Darsteller des Willy Loman in der Uraufführung von Arthur Millers Stück Tod eines Handlungsreisenden, das Kazan inszenierte. 1966 spielte Cobb diese Rolle auch in einer Fernsehaufzeichnung. Nachdem er 1934 erstmals im Abspann ungenannt eine kleine Filmrolle hatte, bekam er ab 1939 auch erste größere Rollen beim Film und wurde in Folge zu einem gefragten Charakterdarsteller. Er verkörperte vorwiegend dominante und autoritäre Persönlichkeiten, darunter in einer Reihe von Film-noir-Produktionen wie Johnny O’Clock, Kennwort 777 und Gefahr in Frisco. Er stellte dort in Nebenrollen schon früh häufiger Charaktere dar, die deutlich älter als er selbst waren – so verkörperte er in Golden Boy von 1939 den Vater des nicht einmal sieben Jahre jüngeren William Holden.
Wie vielen seiner Gefährten des Group Theatre wurde auch Cobb vorgeworfen, Kommunist oder deren Sympathisant zu sein. Zwei Jahre lang weigerte er sich zunächst, vor dem Komitee für unamerikanische Umtriebe auszusagen. Als seine Karriere durch Aufnahme auf eine Schwarze Liste einbrach, sagte er aus und gab die Namen von 20 Angehörigen der Kommunistischen Partei preis. Nach seiner „Rehabilitation“ fand er wieder Arbeit in Hollywood und arbeitete mit Elia Kazan und Budd Schulberg, beides Regisseure, die sich aussagefreudig vor dem Komitee für unamerikanische Umtriebe zeigten, zusammen. Cobb lieferte herausragende darstellerische Leistungen, so etwa in Die Faust im Nacken (1954) und in Die zwölf Geschworenen (1957). 1960 wirkte er in der  Literaturverfilmung Exodus mit und spielte den Vater von Ari Ben Canaan (Paul Newman).
Ab 1962 stellte Cobb in der Fernsehserie Die Leute von der Shiloh Ranch fünf Jahre lang den Richter Henry Garth dar. Nachdem er die Serie verlassen hatte, drehte er wieder verstärkt Kinofilme, darunter auch mehrere Mafiafilme in Italien. In der Serie Die jungen Anwälte war er 1970 nochmals in einer Fernsehhauptrolle zu sehen. In dem Film Der Exorzist spielte er seine letzte größere Rolle als Polizeileutnant William Kinderman. Im Laufe seiner Karriere war Cobb zweimal für einen Oscar nominiert, als Bester Nebendarsteller in Die Faust im Nacken und in Die Brüder Karamasow, sowie jeweils für einen Golden Globe in Die zwölf Geschworenen und in Wenn mein Schlafzimmer sprechen könnte. Für seine Leistung in Exodus war er für einen Laurel Award nominiert. Eine seiner letzten wichtigen Rollen hatte er 1973 als Polizeiermittler in dem Horrorklassiker Der Exorzist von William Friedkin.
Lee J. Cobb starb 1976 im Alter von 64 Jahren an einem Herzinfarkt. Er war von 1940 bis zur Scheidung 1952 mit der Schauspielerin Helen Beverly verheiratet und hatte mit ihr zwei Kinder, darunter die Schauspielerin Julie Cobb. 1957 heiratete er die Lehrerin Helen Brako Hirsch, mit der er bis zu seinem Tod verheiratet war und zwei weitere Kinder hatte.

## Auszeichnungen
Lee J. Cobb wurde für die wichtigsten amerikanischen Film- und Fernsehpreise mehrfach nominiert, konnte aber nie einen von ihnen gewinnen.

Oscars
- Oscarverleihung 1955: Nominierung als Bester Nebendarsteller für Die Faust im Nacken
- Oscarverleihung 1959: Nominierung als Bester Nebendarsteller für Die Brüder Karamasow

Golden Globe Awards
- Golden Globe Awards 1958: Nominierung als Bester Nebendarsteller für Die zwölf Geschworenen
- Golden Globe Awards 1964: Nominierung als Bester Nebendarsteller für Wenn mein Schlafzimmer sprechen könnte

Emmy Awards
- 1958: Nominierung für den Besten Einzelauftritt für seine Darstellung in der Studio One-Folge No Deadly Medicine
- 1960: Nominierung für den Besten Einzelauftritt für seine Darstellung in der Project 90-Folge Project Immortality
- 1967: Nominierung für den Besten Einzelauftritt (Kategorie Drama) für den Fernsehfilm Death of a Salesman

## Filmografie (Auswahl)
- 1934: The Vanishing Shadow
- 1937: Ali Baba Goes to Town
- 1939: Golden Boy
- 1941: Das sind Kerle (Men of Boys Town)
- 1943: Das Lied von Bernadette (The Song of Bernadette)
- 1943: Fracht für Missouri (Buckskin Frontier)
- 1946: Anna und der König von Siam (Anna and the King of Siam)
- 1947: Der Hauptmann von Kastilien (Captain from Castile)
- 1947: Johnny O’Clock
- 1947: Bumerang (Boomerang!)
- 1948: Die Glocken von Coaltown (The Miracle of the Bells)
- 1948: Kennwort 777 (Call Northside 777)
- 1948: The Luck of the Irish
- 1949: Gefahr in Frisco (Thieves’ Highway)
- 1953: Der lange Texaner (The Tall Texan)
- 1954: Die Faust im Nacken (On the Waterfront)
- 1954: Day of Triumph
- 1954: In den Kerkern von Marokko (Yankee Pasha)
- 1955: Die linke Hand Gottes (The Left Hand of God)
- 1955: Der Favorit (The Racers)
- 1956: Der Mann im grauen Flanell (The Man in the Gray Flannel Suit)
- 1957: Die zwölf Geschworenen (12 Angry Men)
- 1957: Eva mit den drei Gesichtern (The Three Faces of Eve)
- 1958: Die Brüder Karamasow (The Brothers Karamazov)
- 1958: Der Mann aus dem Westen (Man of the West)
- 1958: Das Mädchen aus der Unterwelt (Party Girl)
- 1959: Bei mir nicht (But Not For Me)
- 1959: Die Falle von Tula (The Trap)
- 1960: Exodus (Exodus)
- 1962: Das war der Wilde Westen (How the West Was Won)
- 1962: Die vier apokalyptischen Reiter (The 4 Horsemen of the Apocalypse)
- 1962–1966: Die Leute von der Shiloh Ranch (The Virginian) (Fernsehserie, 120 Folgen)
- 1963: Wenn mein Schlafzimmer sprechen könnte (Come Blow Your Horn)
- 1966: Death of a Salesman (Fernsehfilm)
- 1966: Derek Flint schickt seine Leiche (Our Man Flint)
- 1967: Derek Flint – hart wie Feuerstein (In Like Flint)
- 1968: Der Tag der Eule (Il giorno della civetta)
- 1968: An einem Freitag in Las Vegas (Las Vegas, 500 millones)
- 1968: Coogan’s großer Bluff (Coogan’s Bluff)
- 1969: Mackenna’s Gold
- 1970: Die Glut der Gewalt (The Liberation of L. B. Jones)
- 1970–1971: Die jungen Anwälte (The Young Lawyers) (Fernsehserie, 26 Folgen)
- 1971: Lawman (Lawman)
- 1973: Der Exorzist (The Exorcist)
- 1974: Der Luftballonverkäufer (Il venditore di palloncini)
- 1975: Bleib mir ja vom Leib (That Lucky Touch)
- 1976: Der Dreh mit dem Millionencoup (Gli amici di Nick Hezard)